# Parque natural de Majona
El parque natural de Majona es un parque natural español situado al norte de la isla canaria de La Gomera. Constituye un paisaje representativo de abrupta orografía, donde la erosión ha labrado unidades de grandes barrancos. La masa forestal protege los suelos y recarga los acuíferos, además de albergar un interés científico adicional al contar con diversos endemismos y especies amenazadas como el cardoncillo (Ceropegia dichotoma krainzii)y los bejeques (Aeonium gomerense).

## Población
En el interior de este espacio protegido se encuentran las entidades de población de Enchereda, con 16 habitantes y Casas del Jorado con 32 habitantes.